# Цифровое государство
Цифрово́е госуда́рство — информационно-технологическая организация политико-правового взаимодействия граждан и органов публичной власти.

## Понятие цифрового государства
В настоящее время понятие «цифровое государство» не закреплено в нормативных правовых актах и документах стратегического планирования Российской Федерации и не имеет за собой чёткого и однозначного определения.
К определению «цифровое государство» по мнению Пашинцева Д. А. существует три основных концепции:
1. Инструментально-технологическое, где информационно-коммуникационные технологии только используются ветвями власти;
2. Организационно-управленческое, где цифровое государство это способ организации государственной власти;
3. Процедурно-процессуальное, где политический режим формируется при помощи информационно-коммуникационных технологий[2].

По мнению И. В. Шахновской под цифровым государством следует понимать вектор развития государства, который требует с учетом новой «информационной реальности» правового закрепления.
С позиции Баранова Д. Н. цифровое государство — это государство, которое работает с цифровой трансформацией — с новыми цифровыми реалиями в экономике и обществе, причем использует при этом новые цифровые инструменты и процессы.
Под цифровым государством (в широком смысле) следует понимать политический союз людей на определенной территории, представляющий собой новый тип организованного общества, управляемый при помощи цифровых инструментов и технологий публичной властью, выраженной в специальном аппарате управления и принуждения. Цифровое государство (в узком смысле) представляет собой суверенную политико-территориальную организацию (платформу), состоящую из органов управления и принуждения, существующую за счет общества, осуществляющую власть с использованием цифровых инструментов и технологий в целях создания и поддержания в обществе правопорядка.
Относительно зарубежного толкования определения «цифровое государство» существуют собственные подходы в западных концептах. Например, «Digital State» и «Electronic Governments» (E-Governments) — данные определения четко показывают различие между государством в широком смысле — Digital State и государством в узком смысле E-Governments, как электронное правительство. «Digital State» в переводе на русский язык означает цифровое государство, осуществляющее управление при помощи цифровых инструментов и технологий, в котором прослеживаются взаимоотношения между:
- государством и гражданами («government to employee»);
- государством и бизнесом («government to business»);
- между государственными органами — («government to government»)[5].

Во втором случае за основу взят английский вариант «Electronic Governments». При этом термин «governments» переводится как управление, руководство, регулирование; государственная власть; политический строй; форма правления; правительство. Таким образом, термин E-Governments (электронное правительство) более узкий, чем цифровое государство, предполагающий цифровизацию всего государственного аппарата, а также создание взаимодействия между ними.
Кроме того, Азизов Р. Ф. выделяет термин «правительство онлайн» (government on-line). Данный термин на первый взгляд схож с термином «электронное правительство». Однако «правительство онлайн» — это сайты государственных структур, которые содержат лишь общую информацию о работе данного органа власти. Некоторые сайты дают возможность гражданам и юридическим лицам провести некоторые операции, например, проверку и оплату налоговой задолженности.

## Отличие цифрового государства от электронного правительства
В мае 2008 года было произведено принятие концепции «электронного правительства». В рамках данной концепции была сформирована новая форма деятельности органов власти. Она позволила достигнуть качественно нового уровня оперативности и удобства получения гражданами и организациями государственных услуг и информации о результатах непосредственной деятельности государственных органов за счет широкого использования коммуникационных и информационных технологий.
В данном проекте «электронное правительство» рассматривалось как особая система государственных органов власти и местного самоуправления, которые с целью преобразования внешних и внутренних связей, а также с целью оптимизации процессов реализации своих непосредственных функций и осуществления полномочий, применяют информационно-коммуникативные технологии. Важно, что при осуществлении проектов, имеющих долгосрочное выполнение, должна учитываться особенность того, что информационные технологии склонны к быстрому изменению, то есть, если проект будет реа- лизован на устаревших технологиях, то он не сможет отвечать всем современным требованиям.
Границы цифровизации, а вместе с ними и перечень критериев оценки, в отличие от электронного правительства существенно расширила новая концепция цифрового государства. На основании методики Всемирного банка, структура цифрового правительства представлена целым рядом следующих элементов: межведомственные сервисы для совместного использования; единый портал; государственная инфраструктура совместного использования; единые данные для совместного использования в государственном секторе; конфиденциальность и кибербезопасность; улучшенная аналитика и сенсорные сети. В свою очередь при оценке эффективности цифрового правительства должен проводиться комплексный анализ данных показателей сразу по трем плоскостям: технологическая; экономическая целесообразность и политическая (организационная) готовность. Данная методика, должна быть основана, как на нецифровых критериях, которые формируют оптимальные основы для цифровизации государственного управления, так и на цифровых, которые создают технологическую основу для цифровизации сектора государственного управления (цифровая безопасность; цифровые порталы и платформы; цифровая инфраструктура и прочие).

## Признаки цифрового государства
Формирование цифрового государства обязывает к конкретизации признаков данного понятия. К числу таковых можно отнести следующие:
1. «Размытость» государственных границ в физическом понимании (на местности), что особенно проявляется в экстерриториальной деятельности индивидов, коллективных образований, иных субъектов правовых и неправовых отношений. Следовательно, существующая ранее административно-территориальная организация государства будет иметь второстепенный характер. Такой признак создает ряд практических проблем в области защиты индивидуальных и коллективных прав, в части определения субъекта, уполномоченного осуществлять защиту нарушенных прав.
2. Наличие публичной власти, которая будет осуществляться с использованием информационных технологий. Следовательно, все государственные органы должны пройти трансформацию и в структурном, и в техническом аспектах.
3. Информационный суверенитет и его правовое обеспечение. Под информационным суверенитетом цифрового государства следует понимать независимость, полноту и верховенство государственной власти в информационной сфере. Для правового обеспечения информационного суверенитета важно закрепить на конституционном уровне принцип информационной политики современных государств в международных отношениях. Объявление на уровне Конституции государства как «информационно-нейтрального» позволить заявить о себе как об участнике информационной политики, уважающем информационный суверенитет и информационную безопасность других государств. В данном направлении требуется решить и вопрос на международном уровне путем разработки и принятия соответствующих декларативных норм. Кроме этого, должна быть на государственном уровне разработана собственная правовая база в области обеспечения информационной безопасности и защиты информационного суверенитета[9].

## Онтологическая структура концепта «цифровое государство»
Понятия «цифровое государство» и «цифровое правительство» — это пересекающиеся, но не совпадающие термины, и таковые легко разграничиваются. Концепт «цифровое правительство» привязан к деятельности правительственных структур, органов исполнительной власти, тогда как «цифровое государство» является содержательно более широким. Концепт «цифровое государство» структурно-онтологически включает в себя следующие (перечислены для примера далеко не все референтные позиции) концепты и основанные на них системы подходов и инструментариев:
1. концепт «цифровое правительство» («электронное правительство»);
2. концепт «цифровая демократия» («электронная демократия»):

- обеспечение возможностей и условий широкого общественного обсуждения проектов законодательных;
- обеспечение возможности подачи через интерфейсы (программные «шлюзы») официальных сайтов государственных органов петиций и предложений;
- обеспечение коммуникации населения через профилированный интернет-сайт с руководителем государства (сбор вопросов и обращений от населения через Интернет, прямая интернет-трансляция);
- обеспечение транспарентности государственного управления и деятельности публичной администрации посредством официального обнародования и предоставления необходимой референтной информации на официальных сайтах государственных органов;
- создание и функционирование специализированных интернет-сайтов для организации и осуществления подачи населением петиций, жалоб и предложений, для организации общественных обсуждений значимых проектов (например, сайты «Активный гражданин», «Мой город»);

3. концепт «цифровое правосудие» («электронная судебная система», «электронное судопроизводство»):
- «электронный ассистент-компаньон» судьи;
- внедрение в судебных органах технологий, обеспечивающих автоматическое распределение дел по судьям, исходя из их специализации и загруженности (но с привнесением «фактора случайности», что позволяет существенно снизить риск коррупционных выходов тяжущихся сторон на конкретных судей);
- комплекс технологий интернет-коммуникаций в организации функционирования судебных инстанций и в судопроизводстве (возможности подачи искового заявления через интернет-сайт судебной инстанции, получения сведений о процессуальных изменениях, оповещений и подтверждений);
- комплекс технических средств, обеспечивающих использование систем и сервисов видеоконференцсвязи в судопроизводстве;
- комплекс технологий прямой (в режиме реального времени) видеотрансляции судебного заседания;
- размещение на специализированных сайтах судебных органов массивов документов судебной практики для открытого доступа (с учетом законодательства о персональных данных и о различных видах тайны); — сопряжение электронных баз данных судебных органов и баз данных разных органов государственного управления, обеспечение сквозной логистической цепи;

4. концепт «цифровые избирательные технологии» («электронные избирательные технологии»):
- государственные автоматизированные компьютерные системы обеспечения избирательного процесса (система фиксации и подсчета голосов на выборах, обработки результатов выборов);
- системы прямой (в режиме реального времени) телетрансляции изображений происходящего на избирательных участках;
- системы цифрового (онлайн) голосования;

5. концепт «цифровой общественный контроль над государственным управлением»:
- обеспечение транспарентности деятельности органов государственной власти (помимо только лишь исполнительной власти) посредством официального обнародования и предоставления необходимой референтной информации на официальных сайтах государственных органов (проектов законов и подзаконных актов, проектов программно-планировочных, в том числе стратегического планирования, и концептуально-доктринальных документов, документов бюджетирования, отчетов, официальных разъяснений;
- обеспечение возможностей подачи через интерфейсы (программные «шлюзы») официальных сайтов государственных органов заявлений о совершении преступлений[10].

## Цели и задачи цифрового государства в России
В России проводится работа по практическому внедрению и освоению цифровых сервисов и технологий в государственном управлении. Основные мероприятия по цифровизации государственного управления сформулированы в федеральном проекте «Цифровое государственное управление», включенном в состав национального проекта «Цифровая экономика Российской Федерации».
В пояснении к федеральному проекту отмечается, что «он направлен на достижение национальных целей и, прежде всего, оказывает прямое влияние на обеспечение ускоренного внедрения цифровых технологий в экономике и социальной сфере за счет использования цифровых технологий и платформенных решений в сферах государственного управления и оказания государственных услуг, в том числе в интересах населения и субъектов предпринимательства, а также обеспечивает качественное улучшение ряда показателей, отражающих рост национальной экономики и социальной сферы». В рамках федерального проекта выделено два основных направления:
1. внедрение цифровых технологий и платформенных решений в сферы государственного управления и оказания государственных услуг, в том числе в интересах населения и субъектов предпринимательства;
2. разработка и внедрение национального механизма осуществления согласованной политики государств-членов Евразийского экономического союза при реализации планов в области развития цифровой экономики.
3. Ключевой целевой показатель, характеризующий достижение национальной цели — увеличение доли массовых социально значимых услуг, доступных в электронном виде, до 95 % к 2030 году[9].

Федеральный проект включает мероприятия цифровой трансформации системы государственного управления, которые обеспечивают новый уровень предоставления услуг, необходимых для повышения качества жизни граждан и развития бизнеса.
Мероприятия федерального проекта направлены на реализацию трех ключевых направлений:
- Обеспечение удовлетворенности граждан качеством предоставления массовых социально значимых государственных и муниципальных услуг в электронном виде с использованием Единого портала государственных и муниципальных услуг;
- Цифровизация процессов предоставления государственных услуг и исполнения государственных функций государственными органами власти;
- Стимулирование граждан к получению государственных и муниципальных услуг в электронном виде с использованием ЕПГУ;
- Повышение качества и удобства предоставляемых органами государственной власти госуслуг, а также расширение количества госуслуг, которые граждане и организации смогут получить в электронном виде;
- Повышение скорости обслуживания граждан и создание комфортных условий, в том числе для бизнеса, при оказании государственных, муниципальных и иных услуг, а также цифровая трансформация услуг и взаимоотношений в обществе;
- Создание возможностей для перехода на цифровое взаимодействие граждан, бизнеса и государства[12].

| Год  | Цели и задачи создания цифрового государственного управления |
| ---- | --- |
| 2019 | Создание национального стандарта классификации центров обработки данных (ЦОД) и системы сертификации, определение требований, предъявляемых к качеству предоставляемых сервисов (SLA) и к инфраструктуре ЦОД, используемых для государственных информационных систем и информационных ресурсов органов государственной власти, государственных внебюджетных фондов и местного самоуправления. |
| 2020 | Разработка и введение в эксплуатацию государственной информационной системы «Федеральный портал пространственных данных». |
| 2021 | Создание корпоративных и отраслевых центров Государственной системы обнаружения, предупреждения и ликвидации последствий компьютерных атак (ГосСОПКА), защищенной цифровой среды взаимодействия двойного назначения на базе отечественных технологий для работы в стандарте LTE- 450 для нужд МВД России, МЧС России, Росгвардии, национальных стандартов обработки массивов больших данных. Подключение к сети интернет органов государственной власти и местного самоуправления. Обеспечение предоставления приоритетных массовых социально значимых государственных (муниципальных) услуг/сервисов в цифровом виде. Создание типового автоматизированного рабочего места госслужащего на базе отечественного ПО, цифровая платформа для исследований и разработок по «сквозным» цифровым технологиям. Введение в промышленную эксплуатацию Государственной единой облачной платформы и геораспределенной катастрофоустойчивой системы ЦОД (с использованием отечественного оборудования). |
| 2023 | Внедрение межведомственного электронного документооборота с применением электронной подписи в деятельность федеральных и региональных органов исполнительной власти, цифровой платформы для обмена информацией между государством, гражданами, коммерческими и некоммерческими организациями (инфраструктура «Цифровой профиль»). |
| 2024 | Создание защищенной цифровой среды аудиовизуального взаимодействия госорганов, организаций и граждан на федеральном, региональном и муниципальном уровнях, единой электронной картографической основы. Функционирование системы распределенных ситуационных центров высших органов государственной власти, «электронного паспорта» гражданина Российской Федерации. |

## Цифровая трансформация государственного управления
На период до 2030 года актуализировано стратегическое направление в области цифровой трансформации государственного управления.
Согласно Распоряжению Правительства РФ от 16.03.2024 № 637-р «Об утверждении стратегического направления в области цифровой трансформации государственного управления» стратегическое направление предусматривает, в частности, импортозамещение и снижение санкционных рисков, обеспечение оказания 100 государственных услуг в режиме онлайн с представлением результата в момент обращения заявителя к 2030 году, переход на электронный документооборот органов местного самоуправления, государственных и муниципальных учреждений до 100 процентов к 2030 году, переход на централизованное хранение электронных архивных документов, создание и систематическое наполнение государственной информационной системы «Архивный учет», достижение 100 процентов охвата организаций бюджетной сферы федерального, регионального и муниципального уровней, представляющих данные бухгалтерского учета в единую технологическую платформу системы «Электронный бюджет», переход органов государственной власти Российской Федерации на федеральном и региональном уровнях к модели управления на основе автоматического сбора и анализа данных с использованием информационных платформ.
В приложениях приведены в числе прочего проекты в области цифровой трансформации, план мероприятий по реализации стратегического направления.

## Преимущества и недостатки

### Преимущества
К преимуществам цифрового государства можно отнести возможность более широкого распространения нормативно-правовых и иных актов, издаваемых органами публичной власти государства, для ознакомления с ними граждан; раскрытие в целях повышения прозрачности государственного управления информации о государственных активах, государственном бюджете, а также о государственных закупках; доведение до сведения широкой общественности решений государственных служащих; снижение человеческого фактора, связанного с принятием решений государственными служащими, посредством автоматизации процедур, что ограничивает их дискреционные полномочия; устранение необходимости в посредниках; уменьшение времени, необходимого для получения гражданами государственных услуг; улучшение возможности государства предоставлять услуги более широкому кругу населения; а также иные преимущества, связанные с повышением эффективности деятельности государственных служащих.

### Недостатки
Помимо своих неоспоримых преимуществ, концепция электронного управления имеет также определенные недостатки, связанные, главным образом, с существованием серьезных препятствий для ее реализации.
Во-первых, при реализации крупномасштабных государственных проектов с задействованием развивающихся (и из-за этого неоднозначных) технологий существует риск отсутствия релевантной информации о том, где и как в конечном счете такие технологии будут использоваться, соответственно, зачастую отсутствуют как-либо специально определенные технические стандарты.
Во-вторых, существует серьезная проблема недоверия граждан к государству, осуществляющему сбор, хранение и использование их персональных данных, которое вызвано страхом всей общественности перед тем, что государство может осуществлять таким образом контроль за деятельностью граждан и использовать их данные в своих тайных целях без получения на то их согласия. Данная проблема может решаться за счет обеспечения повышения прозрачности публичного управления.
Третьим таким барьером является тот факт, что очень многие государства сильно бюрократически фрагментированы и внутренне отчаянно сопротивляются таким изменениям, несмотря на то, что создается видимость постоянного движения в сторону более широкого распространения электронного управления государством. И, наконец, серьезным барьером для успешной реализации электронного государства является также то, что доступ к компьютерам, а также наличие соответствующих навыков среди населения распределены весьма неравномерно, и те, кто более всего нуждаются в получении государственных услуг, могут оказаться в положении, не позволяющем получить их в электронном виде.

## Технологии цифрового управления
Термин «смарт-контракт» был популяризирован уче- ным Ником Сзабо в статье «Идея умных контрактов», где он описал самую простую форму «умного договора» на примере торгового автомата. Так, машина сама контролировала соблюдение контракта: при получении платежа в нужном объеме (1,50 долл. США) осуществлялась передача права собственности на товар. Расширяя свою концепцию, Сзабо предположил, что компьютерный код может быть имплементирован в гораздо более сложные транзакции.
Другими словами, «умный контракт» — это не печатный многостраничный документ с подписью сторон, а некий алгоритм. Программа, которая по- зволяет избавиться от проблемы недоверия сторон, участия третьих лиц и утечки денег. Это можно на- блюдать на примере простой сделки купли-продажи. Допустим, мы хотим купить дорогостоящий, но уже не новый автомобиль. У двух сторон возникает недоверие, но в то же время присутствует нежелание переплачивать третьим лицам. Решением этой проблемы является «умный» контракт: продавец отдает покупателю заблокированный ключ от машины, который открывается только после того, как средства поступили на счет продавца. Теоретически прямого запрета в российском законодательстве на заключение подобных договоров нет. Более того, статьей 434 Гражданского кодекса Российской Федерации прямо предусмотрена возможность в некоторых случаях заключения договора с помощью обмена электронными документами, передаваемыми по каналам связи, позволяющим установить, что документ исходит от стороны по договору.
Министерство финансов Российской Федерации в законопроекте «О цифровых финансовых активах» предлагает законодательно закрепить понятие «смарт-контракта» как договора в электронной форме, исполнение прав и обязательств по которому осуществляется путем совершения в автоматическом порядке цифровых транзакций в распределенном реестре (с соблюдением строго определенной последовательности и при наступлении определенных этим соглашением обстоятельств). В законопроекте указывается, что защита прав сторон смарт-контракта должна осуществляться по аналогии с защитой прав сторон договора, заключенного в электронной форме. С учетом полностью автоматизированной природы смарт-контрактов, в том числе в связи с невозможностью отмены транзакций, становится непонятно, как на них можно распространить по аналогии регулирование обычных договоров, заключаемых в электронной форме.
Проблемой является и оплата по таким договорам. На сегодняшний день расчет может производиться только криптовалютой «Etherium». Учитывая, что Центральный банк Российской Федерации не рекомендует использовать подобную валюту при расчетах, то вряд ли государственные компании охотно будут работать по такой системе. Также важно учесть, что смарт-контракты в России пока вне правового поля. Полноценными участниками экономики они должны стать до 2025 года в рамках проекта «Цифровая экономика».